# Kali methoxide
Kali metoxit là ankoxit của metanol với kali, được sử dụng như là một base mạnh và là một chất xúc tác cho các quá trình chuyển đổi, đặc biệt trong sản xuất diesel sinh học.

## Điều chế
Việc điều chế kali metoxit có thể thực hiện ở quy mô phòng thí nghiệm bằng phản ứng của kim loại kali với metanol, phản ứng thải ra hydro.
Phản ứng của hydride kim loại (kali hydride) với metanol tạo thành kali metanol cũng có thể xảy ra nhưng ít quan trọng:
Phản ứng tỏa nhiệt của kali hydroxide với metanol dẫn đến một phản ứng cân bằng với kali metoxit và nước (tránh tạo thành khí hydro dễ cháy). Trong quá trình này nước hình thành phải được loại bỏ liên tục để cân bằng chuyển dịch sang phải:
Việc loại bỏ hoàn toàn nước là rất quan trọng để tăng hiệu suất phản ứng, do sự hấp thụ âm của kali hydroxide, có chứa khoảng 10% lượng nước. Tỷ lệ hòa tan cao hơn đáng kể của kali hydroxide trong metanol so với natri hydroxide là thuận lợi.
Trên quy mô lớn, kali metoxit được sản xuất bằng cách phân huỷ kali amalgam với metanol, sản phẩm này được sản xuất bằng quá trình điện phân cloralali của kali chloride bằng quá trình amalgam. Các tạp chất của kali metoxit kết tủa trong metanol với thủy ngân kim loại có thể được loại bỏ bằng cách siêu lọc. Kali metoxit rắn được thu hồi bằng cách chưng cất metanol. Do sản xuất đơn giản và xử lý tốt hơn cho các mục đích hóa học, nên sử dụng các dung dịch kali metanolat (25 đến 32% khối lượng), chúng được sản xuất liên tục từ quá trình amalgam.
Sự chuyển vị của quá trình amalgam bằng quy trình màng sinh học và kinh tế cao để điều chế các hoá chất tổng hợp natri hydroxide và kali hydroxide sẽ làm cho quá trình sản xuất này được sử dụng với mục đích khác: sản xuất các ankoxit kim loại kiềm trong tương lai.

## Tính chất
Kali metoxit là tinh thể dạng bột có màu trắng hoặc vàng nhạt, không mùi, có tính háo nước và phản ứng mạnh với nước tạo kali hydroxide và metanol. Dung dịch thu được có tính base mạnh và tính ăn mòn. Hợp chất này được xếp vào loại dễ cháy với nhiệt độ tự cháy vào khoảng 70 °C.

## Ứng dụng
Sự hòa tan metanol với cacbon monoxit thành metyl metformat (metyl metanolat) được xúc tác bởi các base mạnh như kali metoxit.
Ứng dụng chính của kali metoxit là chất xúc tác cho chuyển đổi este cơ bản trong tổng hợp dầu diesel sinh học (như dung dịch metanolic 25-32%). Triglyceride gốc thực vật và động vật phản ứng với metanol khi có mặt của các metanolat kim loại kiềm để tạo thành các methyl este béo. Các điều kiện tối ưu cho sản xuất diesel sinh học từ dầu canola được báo cáo là 1,5% khối lượng của kali metoxit, nhiệt độ phản ứng là 50 °C và tỷ lệ metanol / dầu là 4,5: 1. Sản lượng diesel sinh học là 95,8% với hàm lượng axit béo 0,75% trọng lượng.
Kali metoxi tạo thành xà phòng béo có giá thành thấp hơn và sản lượng cao hơn so với natri metoxit (ở đây là muối kali của axit béo từ triglyceride).